# Cody Demps
Cody Demps (Elk Grove, 2 dicembre 1993) è un cestista statunitense.

## Statistiche

### College
| Anno      | Squadra      | PG  | PT | MP   | TC%  | 3P%  | TL%  | RP  | AP  | PRP | SP  | PP   |
| --------- | ------------ | --- | -- | ---- | ---- | ---- | ---- | --- | --- | --- | --- | ---- |
| 2012-2013 | CSUS Hornets | 29  | 1  | 13,8 | 41,2 | 25,0 | 56,5 | 1,8 | 0,6 | 0,2 | 0,1 | 3,0  |
| 2013-2014 | CSUS Hornets | 30  | 30 | 29,3 | 45,0 | 22,2 | 69,9 | 4,2 | 1,9 | 1,0 | 0,1 | 8,0  |
| 2014-2015 | CSUS Hornets | 33  | 33 | 33,5 | 50,2 | 24,0 | 80,0 | 5,1 | 3,3 | 1,0 | 0,4 | 9,8  |
| 2015-2016 | CSUS Hornets | 22  | 22 | 30,6 | 42,9 | 32,1 | 64,4 | 4,5 | 4,7 | 0,8 | 0,3 | 12,0 |
| Carriera  | Carriera     | 114 | 86 | 26,8 | 45,6 | 26,6 | 70,3 | 3,9 | 2,5 | 0,8 | 0,2 | 8,0  |

### G League
| Anno      | Squadra         | PG  | PT  | MP   | TC%  | 3P%  | TL%  | RP  | AP  | PRP | SP  | PP   |
| --------- | --------------- | --- | --- | ---- | ---- | ---- | ---- | --- | --- | --- | --- | ---- |
| 2017-2018 | Reno Bighorns   | 45  | 26  | 24,8 | 48,0 | 35,2 | 76,9 | 5,5 | 1,4 | 0,8 | 0,5 | 7,4  |
| 2018-2019 | Stockton Kings  | 50  | 42  | 30,7 | 44,8 | 31,5 | 80,8 | 4,8 | 3,4 | 1,1 | 0,3 | 11,8 |
| 2019-2020 | Stockton Kings  | 41  | 40  | 34,3 | 44,3 | 37,2 | 69,9 | 5,4 | 3,0 | 1,1 | 0,6 | 14,4 |
| 2020-2021 | G League Ignite | 15  | 0   | 20,0 | 50,0 | 36,4 | 63,6 | 2,7 | 1,1 | 0,6 | 0,4 | 5,5  |
| Carriera  | Carriera        | 151 | 108 | 28,9 | 45,5 | 34,9 | 76,5 | 5,0 | 2,5 | 1,0 | 0,5 | 10,6 |

## Palmarès
- Balkan International Basketball League: 1

Hapoel Be'er Sheva: 2022-2023